# Hamid Zafar
Hamid Khan Zafar, född 20 november 1982 i Afghanistan, är en svensk lärare och rektor som uppmärksammats för att ha löst problem i skolor i socialt utsatta områden. Dessa insatser bidrog till att han utsågs till Årets svensk 2018 av tidskriften Fokus.
Hösten 2020 avslöjades att han 2011–2016 under pseudonym agerat rasistiskt, homofobiskt, sexistiskt och antisemitiskt i diskussioner på internet. Detta ledde till att han förlorade både sin tjänst som barn- och utbildningschef i Mullsjö kommun och ett antal förtroendeuppdrag.

## Biografi
Zafar kom som barn tillsammans med sina föräldrar som flyktingar till Göteborg. Han har lärarutbildning och har arbetat som gymnasielärare.
År 2013 var han utredare och handläggare vid Statens skolinspektion. Han blev sedan rektor för högstadier vid skolor i socialt utsatta områden i Göteborg, först i Gårdsten och från 2015 på Sjumilaskolan i Biskopsgården, en skola där han själv varit elev. Sjumilaskolans brister var vid tiden så stora att Skolinspektionen hotade med vite på 1,4 miljoner kronor om problemen inte löstes. Zafar lyckades som rektor vända utvecklingen och skapa en tryggare och mera strukturerad skolmiljö. Högstadiet klarade sommaren 2017 Skolinspektionens tillsyn med godkänt på alla punkter där de tidigare kritiserats. Insatsen som rektor vid Sjumilaskolan gav Hamid Zafar utmärkelsen Årets svensk 2018. 
Från 1 januari 2019 var Zafar barn- och utbildningschef i Mullsjö kommun i Jönköpings län. I denna egenskap uttalade han sig bland annat om hur skolan kan hantera våldsbejakande islamistisk extremism, efter att ha tagit del av problematiserande rapporter från Barnombudsmannen.
Vid sidan av sitt arbete i skolan var han 2016–2018 universitetsadjunkt vid Karlstads universitets rektorsutbildning. Han var styrelseledamot i Svenska Afghanistankommittén, från 2018 kolumnist i Göteborgs-Posten och 2019–2020 programledare i den historiskt inriktade podcasten Kungar och krig tillsammans med gymnasieläraren Mattias Axelsson. Zafar ledde även en podcast för Lärarförbundet tillsammans med grundskolläraren Maria Wiman och var krönikör i förbundets tidskrifter. Han blev 2019 oberoende expert i Moderaternas integrationskommission. Moderaternas partiledare Ulf Kristersson tog i sitt tal på Almedalsveckan 2019 upp familjen Zafar som ett exempel på lyckad integration och en framgångsrik klassresa.
Den 8 juli 2019 var han värd för Sommar i P1 på Sveriges Radio.

### Avslöjande 2020 av inlägg på nätforum
I en granskning utförd av Dagens Nyheter som redovisades i oktober 2020 framkom det att Zafar mellan 2011 och 2016 under pseudonym gjort rasistiska, homofobiska, sexistiska och antisemitiska diskussionsinlägg på internet. I synnerhet uppmärksammades inlägg gjorda på Flashback Forum där Zafar skrivit nedsättande om judar, sionister, homosexuella, kroater och hazariska flyktingar. Zafar hävdade att inläggen i huvudsak skrevs under en period i livet då han var ung och sökande och bland annat upplevde frustration över USA:s invasioner av Afghanistan 2001 och Irak 2003 samt den arabiska våren 2011.
Avslöjandet ledde till bred kritik mot Zafar. Han blev avstängd från sin tjänst som barn- och utbildningschef i Mullsjö kommun. Kommundirektör Lennie Johansson hänvisade till att Zafars uttalanden var oförenliga med kommunens och skolans värdegrund men påpekade samtidigt att Zafar utfört ett jättefint och okontroversiellt arbete. I januari 2021 avslutades en förhandling där Zafar blev uppsagd mot en ersättning på nio månadslöner.
Moderaterna entledigade Zafar från uppdraget som oberoende expert i partiets integrationskommission. Han förlorade sina uppdrag för Lärarförbundet samt sitt uppdrag som kolumnist i Göteborgs-Posten. Samma dag som Dagens Nyheter publicerade sin granskning meddelade Svenska Afghanistankommitténs styrelse att Zafar lämnat sitt styrelseuppdrag och avslutat sitt medlemskap i organisationen.
Zafar skulle tillsammans med journalisten Frida Boisen medverka som tävlande i 2020–2021 års säsong av underhållningsprogrammet På spåret i SVT. Programmen spelades in tidigare under 2020 men på grund av Zafars uttalanden beslöt SVT att inte sända de avsnitt där paret medverkade. Enligt Christina Hill, programchef på SVT i Göteborg, var det ett självklart beslut då Zafars uttalanden står väldigt långt ifrån de värderingar som SVT och På spåret representerar.

### Reaktioner på Zafars uttalanden
Journalisten Janne Josefsson som i samhällsprogrammet Uppdrag Granskning på SVT tidigare belyst Zafars positiva insatser vid Sjumilaskolan i Göteborg menade sig kunna ha förståelse för vissa kritiska uttalanden mot Israel, ockupationspolitiken, sionismen och till och med judendomen. Men att prata om judar som hundar och icke-människor var något han såg som obegripligt och fullständigt förkastade.
Göteborgs-Postens Emanuel Karlsten citerade i en krönika den 10 oktober, Scroll-Mia, en av programledarna för Flashback forever – en podcast som analyserar och kåserar om innehåll från Flashback Forum: ”Flashback erbjuder möjligheten att ventilera utan risk. Anonymiteten är en betydande orsak till att trådarna blir spännande och levande. Det är en plats där diskussioner sker som aldrig kunnat uppstå i verkligheten. Dessa glimtar in i människors privatliv går inte [att] höra på någon annan plats på jorden.”
Vidare ställde Karlsten frågan hur en person som blivit känd för sin nyktra syn på samtiden kunde uttrycka sig så och beskrev Zafars beteende som: "en uppdämd rasistiskt tourettes". Han fascinerades av Zafars egen oproblematiserande reaktion på avslöjandet, något som Karlsten beskrev som: "nästan axelryckande kring att orden är en del av honom och, tja, nu fick vi andra del av det också". Karlsten avslutar med att beskriva avslöjandet som: "en glimt in i det privatliv som Hamid Zafar inte trodde någon annan skulle koppla till honom" och "den Hamid Zafar vi trodde att vi kände, känner vi inte alls."
Omar Makram, debattör och då (2020) projektledare på föreningen GAPF som arbetar mot hedersrelaterat våld och förtryck, framhöll  på debattplats i Göteborgs-Posten att han själv som ung genom sin uppfostran och utbildning omfattade många av de antisemitiska och homofoba värderingar som Zafar gett uttryck för. Han påtalade att han, liksom många andra, fostrats in i ett reaktionärt tänkande, men att det är möjligt att ta sig ur detta och förändras.